# Sydvästslaviska språk
Sydvästslaviska språk är en av två undergrupper till sydslaviska språk. Den andra gruppen är sydöstslaviska språk.
I sydvästslaviska språk ingår:
- Bosniska
- Kroatiska
- Montenegrinska
- Serbiska
- Slovenska

Tidigare kallades kroatiska, serbiska, bosniska och montenegrinska språket under det gemensamma namnet serbokroatiska eller kroatoserbiska. Beteckningen används sedan början av 1990-talet mycket sällan.